# لا لیگا ۳۵–۱۹۳۴
لا لیگا ۳۵–۱۹۳۴ از ۲ دسامبر ۱۹۳۴ آغاز شد و در ۲۸ آوریل ۱۹۳۵ با اولین و تا به امروز آخرین قهرمانی باشگاه فوتبال رئال بتیس به پایان رسید.

### جایزه پیچیچی

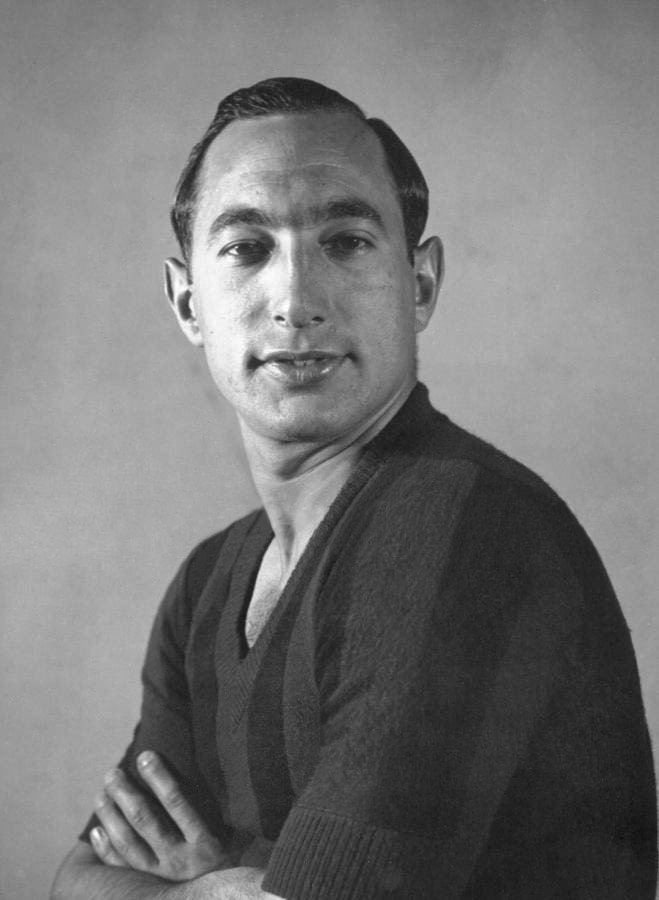
ایسیدرو لانگارا، بهترین گلزن لا لیگا ۳۵–۱۹۳۴

## تیم‌ها
| باشگاه                        | شهر        | ورزشگاه                 | ظرفیت  |
| ----------------------------- | ---------- | ----------------------- | ------ |
| باشگاه فوتبال رئال اویدو      | ابیدو      | کارلوس تارتیره          | ۱۰٫۰۰۰ |
| باشگاه آرناس گچو              | گتسو       | ایبایوندو               | ۱۵٫۵۴۰ |
| باشگاه فوتبال اتلتیک بیلبائو  | بیلبائو    | سن مامس                 | ۱۳٫۰۶۵ |
| باشگاه فوتبال اتلتیکو مادرید  | مادرید     | متروپولیتانو مادرید     | ۲۲٫۰۰۰ |
| باشگاه فوتبال بارسلونا        | بارسلون    | لس کورتس                | ۲۵٫۰۰۰ |
| باشگاه فوتبال اسپانیول        | بارسلون    | سریا                    | ۱۵٫۷۷۴ |
| باشگاه فوتبال راسینگ سانتاندر | سانتاندر   | ال ساردینرو             | ۹٫۵۰۰  |
| باشگاه فوتبال رئال مادرید     | مادرید     | چامارتین                | ۲۲٫۰۰۰ |
| باشگاه فوتبال رئال سوسیداد    | سن سباستین | آتوچا                   | ۹٫۰۰۰  |
| باشگاه فوتبال رئال بتیس       | سویل       | کمپو دل پاتروناتو ابررو | ۹٫۰۰۰  |
| باشگاه فوتبال سویا            | سویل       | نرویون                  | ۱۶٫۰۰۰ |
| باشگاه فوتبال والنسیا         | والنسیا    | مستایا                  | ۱۷٫۰۰۰ |

## جدول لیگ و نتایج

### جدول لیگ
| رتبه | تیم              | بازی | برد | مساوی | باخت | گل زده | گل خورده | گل تفاضل | امتیاز | سقوط                    |
| ---- | ---------------- | ---- | --- | ----- | ---- | ------ | -------- | -------- | ------ | ----------------------- |
| ۱    | رئال بتیس (C)    | ۲۲   | ۱۵  | ۴     | ۳    | ۴۳     | ۱۹       | ۲۴+      | ۳۴     |                         |
| ۲    | رئال مادرید      | ۲۲   | ۱۶  | ۱     | ۵    | ۶۱     | ۳۴       | ۲۷+      | ۳۳     |                         |
| ۳    | رئال اویدو       | ۲۲   | ۱۲  | ۲     | ۸    | ۶۰     | ۴۷       | ۱۳+      | ۲۶     |                         |
| ۴    | اتلتیک بیلبائو   | ۲۲   | ۱۱  | ۳     | ۸    | ۶۰     | ۳۷       | ۲۳+      | ۲۵     |                         |
| ۵    | سویا             | ۲۲   | ۱۱  | ۲     | ۹    | ۵۳     | ۳۸       | ۱۵+      | ۲۴     |                         |
| ۶    | بارسلونا         | ۲۲   | ۹   | ۶     | ۷    | ۵۵     | ۴۴       | ۱۱+      | ۲۴     |                         |
| ۷    | اتلتیکو مادرید   | ۲۲   | ۸   | ۵     | ۹    | ۴۰     | ۴۵       | ۵−       | ۲۱     |                         |
| ۸    | اسپانیول         | ۲۲   | ۹   | ۲     | ۱۱   | ۴۷     | ۵۹       | ۱۲−      | ۲۰     |                         |
| ۹    | والنسیا          | ۲۲   | ۹   | ۲     | ۱۱   | ۴۰     | ۴۹       | ۹−       | ۲۰     |                         |
| ۱۰   | راسینگ سانتاندر  | ۲۲   | ۷   | ۳     | ۱۲   | ۳۷     | ۴۶       | ۹−       | ۱۷     |                         |
| ۱۱   | رئال سوسیداد (R) | ۲۲   | ۵   | ۱     | ۱۶   | ۲۸     | ۶۷       | ۳۹−      | ۱۱     | سقوط به سگوندا دیویسیون |
| ۱۲   | آرناس (R)        | ۲۲   | ۳   | ۳     | ۱۶   | ۱۷     | ۵۶       | ۳۹−      | ۹      | سقوط به سگوندا دیویسیون |

1. ↑  سویا با توجه به امتیازات در بازی‌های رو در رو بالاتر از بارسلونا قرار گرفت: سویا – بارسلونا ۳–۱، بارسلونا – سویا ۲–۳.
2. ↑  اسپانیول با توجه به تفاضل گل بهتر در بازی‌های رو در رو بالاتر از والنسیا قرار گرفت: اسپانیول – والنسیا ۱–۲، والنسیا – اسپانیول ۱–۳.

### جایگاه در جدول براساس هفته
| هفته / تیم      | ۱  | ۲  | ۳  | ۴  | ۵  | ۶  | ۷  | ۸  | ۹  | ۱۰ | ۱۱ | ۱۲ | ۱۳ | ۱۴ | ۱۵ | ۱۶ | ۱۷ | ۱۸ | ۱۹ | ۲۰ | ۲۱ | ۲۲ | منبع  |
| هفته / تیم      |    |    |    |    |    |    |    |    |    |    |    |    |    |    |    |    |    |    |    |    |    |    | منبع  |
| --------------- | -- | -- | -- | -- | -- | -- | -- | -- | -- | -- | -- | -- | -- | -- | -- | -- | -- | -- | -- | -- | -- | -- | ----- |
| رئال بتیس       | ۶  | ۲  | ۱  | ۱  | ۱  | ۱  | ۱  | ۱  | ۱  | ۱  | ۱  | ۱  | ۱  | ۱  | ۱  | ۱  | ۱  | ۱  | ۱  | ۱  | ۱  | ۱  | [ ۱ ] |
| رئال مادرید     | ۸  | ۶  | ۵  | ۴  | ۳  | ۳  | ۲  | ۲  | ۲  | ۲  | ۲  | ۲  | ۲  | ۲  | ۲  | ۲  | ۲  | ۲  | ۲  | ۲  | ۲  | ۲  | [ ۱ ] |
| رئال اویدو      | ۱۲ | ۸  | ۶  | ۷  | ۹  | ۶  | ۸  | ۷  | ۶  | ۴  | ۴  | ۳  | ۳  | ۳  | ۳  | ۳  | ۳  | ۳  | ۳  | ۳  | ۳  | ۳  | [ ۱ ] |
| اتلتیک بیلبائو  | ۱  | ۱  | ۴  | ۳  | ۴  | ۴  | ۴  | ۳  | ۳  | ۳  | ۳  | ۴  | ۵  | ۴  | ۴  | ۴  | ۴  | ۶  | ۴  | ۶  | ۵  | ۴  | [ ۱ ] |
| سویا            | ۳  | ۴  | ۳  | ۵  | ۵  | ۵  | ۶  | ۶  | ۷  | ۸  | ۸  | ۹  | ۹  | ۷  | ۶  | ۵  | ۵  | ۷  | ۵  | ۴  | ۶  | ۵  | [ ۱ ] |
| بارسلونا        | ۲  | ۳  | ۲  | ۲  | ۲  | ۲  | ۳  | ۴  | ۵  | ۶  | ۵  | ۵  | ۴  | ۵  | ۵  | ۷  | ۶  | ۴  | ۶  | ۵  | ۴  | ۶  | [ ۱ ] |
| اتلتیکو مادرید  | ۱۰ | ۹  | ۱۰ | ۱۱ | ۱۲ | ۱۰ | ۱۱ | ۹  | ۹  | ۷  | ۷  | ۶  | ۷  | ۶  | ۷  | ۶  | ۷  | ۵  | ۷  | ۷  | ۷  | ۷  | [ ۱ ] |
| اسپانیول        | ۴  | ۵  | ۹  | ۶  | ۱۰ | ۷  | ۵  | ۵  | ۴  | ۵  | ۶  | ۷  | ۶  | ۸  | ۹  | ۹  | ۹  | ۸  | ۹  | ۸  | ۹  | ۸  | [ ۱ ] |
| والنسیا         | ۹  | ۱۲ | ۷  | ۱۰ | ۷  | ۱۱ | ۹  | ۱۰ | ۸  | ۹  | ۹  | ۸  | ۸  | ۹  | ۸  | ۸  | ۸  | ۹  | ۸  | ۹  | ۸  | ۹  | [ ۱ ] |
| راسینگ سانتاندر | ۵  | ۷  | ۸  | ۸  | ۶  | ۸  | ۱۰ | ۱۱ | ۱۲ | ۱۱ | ۱۲ | ۱۰ | ۱۰ | ۱۰ | ۱۰ | ۱۰ | ۱۰ | ۱۰ | ۱۰ | ۱۰ | ۱۰ | ۱۰ | [ ۱ ] |
| رئال سوسیداد    | ۷  | ۱۱ | ۱۲ | ۹  | ۱۱ | ۹  | ۷  | ۸  | ۱۰ | ۱۲ | ۱۰ | ۱۲ | ۱۲ | ۱۱ | ۱۱ | ۱۱ | ۱۱ | ۱۱ | ۱۱ | ۱۱ | ۱۱ | ۱۱ | [ ۱ ] |
| آرناس           | ۱۱ | ۱۰ | ۱۱ | ۱۲ | ۸  | ۱۲ | ۱۲ | ۱۲ | ۱۱ | ۱۰ | ۱۱ | ۱۱ | ۱۱ | ۱۲ | ۱۲ | ۱۲ | ۱۲ | ۱۲ | ۱۲ | ۱۲ | ۱۲ | ۱۲ | [ ۱ ] |

### نتایج
| میزبان / مهمان  | آرناس | اتلتیک بیلبائو | اتلتیکو مادرید | بارسلونا | رئال بتیس | رئال سوسیداد | اسپانیول | رئال مادرید | رئال اویدو | راسینگ سانتاندر | سویا | والنسیا | منبع         |
| --------------- | ----- | -------------- | -------------- | -------- | --------- | ------------ | -------- | ----------- | ---------- | --------------- | ---- | ------- | ------------ |
| آرناس           | —     | ۰–۱            | ۳–۱            | ۲–۲      | ۰–۳       | ۰–۱          | ۰–۴      | ۱–۲         | ۱–۲        | ۰–۱             | ۳–۲  | ۲–۱     | BDFútbol.com |
| اتلتیک بیلبائو  | ۸–۰   | —              | ۵–۲            | ۳–۵      | ۰–۰       | ۷–۰          | ۱–۲      | ۴–۱         | ۴–۰        | ۴–۲             | ۴–۰  | ۴–۱     | BDFútbol.com |
| اتلتیکو مادرید  | ۳–۱   | ۲–۲            | —              | ۱–۳      | ۴–۲       | ۳–۱          | ۵–۲      | ۲–۲         | ۳–۳        | ۳–۱             | ۱–۰  | ۵–۲     | BDFútbol.com |
| بارسلونا        | ۴–۰   | ۲–۲            | ۰–۰            | —        | ۴–۰       | ۴–۰          | ۲–۲      | ۵–۰         | ۵–۲        | ۱–۱             | ۲–۳  | ۵–۲     | BDFútbol.com |
| رئال بتیس       | ۰–۰   | ۱–۰            | ۲–۰            | ۲–۱      | —         | ۱–۰          | ۵–۰      | ۱–۰         | ۲–۱        | ۳–۱             | ۲–۲  | ۳–۰     | BDFútbol.com |
| رئال سوسیداد    | ۳–۲   | ۰–۴            | ۴–۰            | ۲–۱      | ۲–۴       | —            | ۱–۴      | ۱–۲         | ۳–۵        | ۲–۳             | ۰–۰  | ۳–۱     | BDFútbol.com |
| اسپانیول        | ۲–۰   | ۱–۳            | ۰–۲            | ۴–۱      | ۱–۱       | ۴–۱          | —        | ۲–۴         | ۳–۲        | ۴–۲             | ۱–۴  | ۱–۲     | BDFútbol.com |
| رئال مادرید     | ۶–۱   | ۵–۲            | ۲–۰            | ۸–۲      | ۰–۱       | ۲–۰          | ۷–۲      | —           | ۲–۱        | ۳–۲             | ۳–۱  | ۳–۰     | BDFútbol.com |
| رئال اویدو      | ۴–۱   | ۳–۲            | ۲–۱            | ۴–۳      | ۰–۱       | ۴–۰          | ۸–۳      | ۰–۳         | —          | ۳–۰             | ۴–۲  | ۴–۴     | BDFútbol.com |
| راسینگ سانتاندر | ۰–۰   | ۶–۰            | ۲–۲            | ۲–۳      | ۰–۵       | ۲–۱          | ۲–۱      | ۱–۲         | ۱–۳        | —               | ۳–۲  | ۵–۰     | BDFútbol.com |
| سویا            | ۴–۰   | ۳–۰            | ۴–۰            | ۳–۱      | ۰–۳       | ۷–۲          | ۵–۱      | ۱–۳         | ۳–۱        | ۲–۰             | —    | ۴–۲     | BDFútbol.com |
| والنسیا         | ۲–۰   | ۱–۰            | ۲–۰            | ۱–۱      | ۳–۱       | ۷–۱          | ۱–۳      | ۴–۱         | ۰–۴        | ۲–۰             | ۲–۱  | —       | BDFútbol.com |

## آمار فصل

### گلزنان برتر
| رتبه | بازیکن             | تیم             | گل |
| ---- | ------------------ | --------------- | -- |
| ۱    | ایسیدرو لانگارا    | رئال اویدو      | ۲۷ |
| ۲    | خولیو الیسگوی      | اتلتیکو مادرید  | ۲۰ |
| ۲    | ایلدفونسو سانیودو  | رئال مادرید     | ۲۰ |
| ۲    | کامپانال I         | سویا            | ۲۰ |
| ۵    | باتا               | اتلتیک بیلبائو  | ۱۷ |
| ۵    | خوسه اسکولا        | بارسلونا        | ۱۷ |
| ۷    | فرانسیسکو ایریوندو | اسپانیول        | ۱۵ |
| ۸    | ویکتوریو اونامونو  | رئال بتیس       | ۱۳ |
| ۸    | لوییس رگویرو       | رئال مادرید     | ۱۳ |
| ۹    | خوسه ایراراگوری    | اتلتیک بیلبائو  | ۱۲ |
| ۹    | خوسه ماریا آرتچه   | راسینگ سانتاندر | ۱۲ |

| گلزنان            | گل | تیم            |
| ----------------- | -- | -------------- |
| ایسیدرو لانگارا   | ۲۶ | رئال اویدو     |
| خولیو الیسگوی     | ۲۲ | اتلتیکو مادرید |
| ایلدفونسو سانیودو | ۲۱ | رئال مادرید    |
| کامپانال I        | ۲۰ | سویا           |